# David Hermann

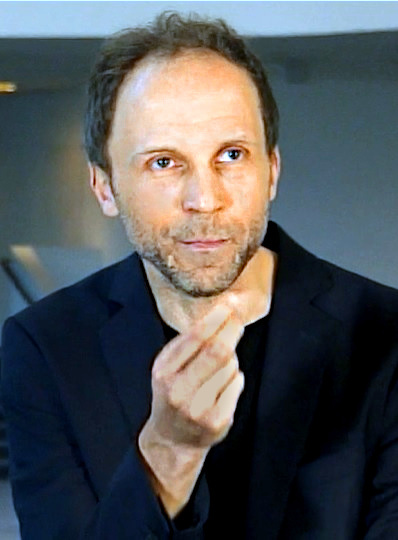
David Hermann

David Hermann (* 1977) ist ein deutsch-französischer Opernregisseur.

## Leben
David Hermann studierte Regie an der Hochschule für Musik Hanns Eisler in Berlin. 2000 gewann er den Ersten Preis beim Internationalen Wettbewerb für Regie und Bühnenbild in Graz. Er inszenierte bereits an der Deutschen Oper am Rhein, bei der Ruhrtriennale, am Staatstheater Karlsruhe und am Theater Basel. An der Oper Frankfurt realisierte er unter anderem den dreiteiligen  Monteverdi-Zyklus. Mit seiner Inszenierung von Mozarts Ascanio in Alba gab er 2006 sein Debüt bei den Salzburger Festspielen.
Weitere Arbeiten führten ihn an De Nationale Opera in Amsterdam, die Vlaamse Opera in Antwerpen, die Opéra national de Lorraine in Nancy und das Teatro Real in Madrid.

## Auszeichnungen
- 2023: Deutscher Theaterpreis Der Faust in der Kategorie Inszenierung Musiktheater für Dogville (Aalto Musiktheater Essen)[3]